# 2017年の科学
2017年の科学（2017ねんのかがく)では2017年（平成29年）の科学分野に関する出来事について記述する。

## できごと

### 1月
- 1月4日 - ミシガン州立大学が、悪性黒色腫の進行を9割抑制する化合物を、マウスを使った実験で発見した[1]。
- 1月6日
  - マサチューセッツ工科大学で、密度は鋼鉄の5％でありながら強度はその10倍である、圧縮したグラフェンを使った新たな材料が開発された[2]。
  - アメリカ航空宇宙局（NASA）は、地球からおよそ2億500万キロ離れたマーズ・リコネッサンス・オービターから撮影された地球と月の画像を公開した[3][4]。

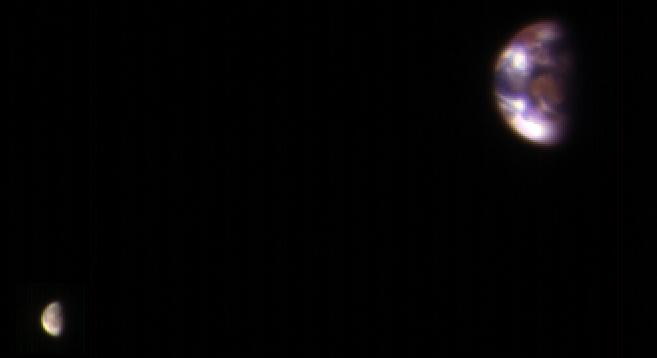
1月6日：NASAの火星周回衛星から撮影された地球と月の画像。

- 1月12日 - スクリプス研究所による研究で、テロメアの長さを決定するタンパク質「ZBTB48（英語版）（TZAP）」が発見された[5]。
- 1月17日 - 日本の金星探査機あかつきの観測によって、金星の大気中に長さ1万キロにも及ぶ弓状構造が発見された。また、この構造は大気の下層で局所的な気圧変化が伝播した「重力波」と言われるものであることも分かった[6][7]。
- 1月26日 - ハーバード大学の研究で、これまで理論的に予測されていた金属水素の生成に初めて成功したと報告された[8]。しかしその後、この研究に対して反論や疑問の声が多数あがり、実際に生成に成功したかは分かっていない[9]。

### 2月
- 2月6日 - ヘリウムは第18族元素で反応性に乏しいが、このヘリウムの化合物ヘリウム化二ナトリウムが高圧下で初めて合成された[10][11]。
- 2月10日 - オーストラリア国立大学などの研究で、人間の活動による地球への影響によって、自然による地球への影響よりも170倍も速く、気候を変化させていることが分かった[12]。
- 2月16日
  - 地球温暖化によって過去50年間で2%以上、全球海洋に含まれる酸素量が減少していることが分かった[13]。
  - NASAの小惑星探査機「ドーン」が、ケレスのクレーター内で有機物の痕跡を発見したと発表された。小惑星帯での有機物の検出はこれが初めて[14][15]。
- 2月22日 - 地球からおよそ40光年離れている恒星TRAPPIST-1を公転する太陽系外惑星を新たに4つ発見した。この発見で、恒星系の既知の惑星は7つとなり、そのうちの3つの惑星がハビタブルゾーンに位置していることが分かった[16][17][18]。

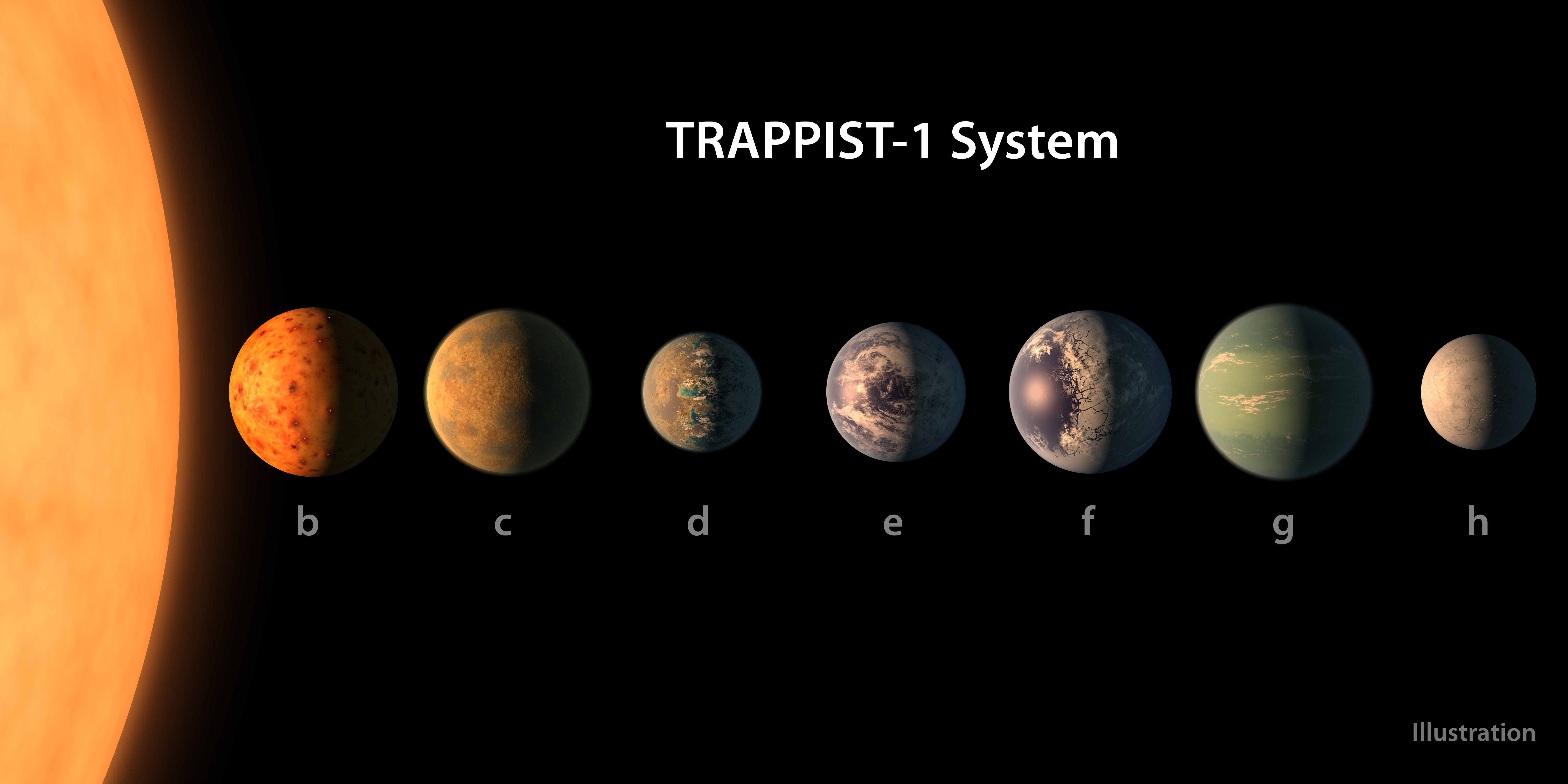
2月22日：TRAPPIST-1を公転する7つの太陽系外惑星

### 3月
- 3月1日 - カナダケベック州北部ヌブアギトゥク表成岩帯の熱水噴出孔沈殿物から見つかった管状構造物が、37億7000万年～42億8000万年前のものと推定される最古の生命の痕跡であると主張する論文が発表された[19]。しかし、この発表には年代測定の正確さや生命由来かどうかを疑問視する声も上がっている[20]。

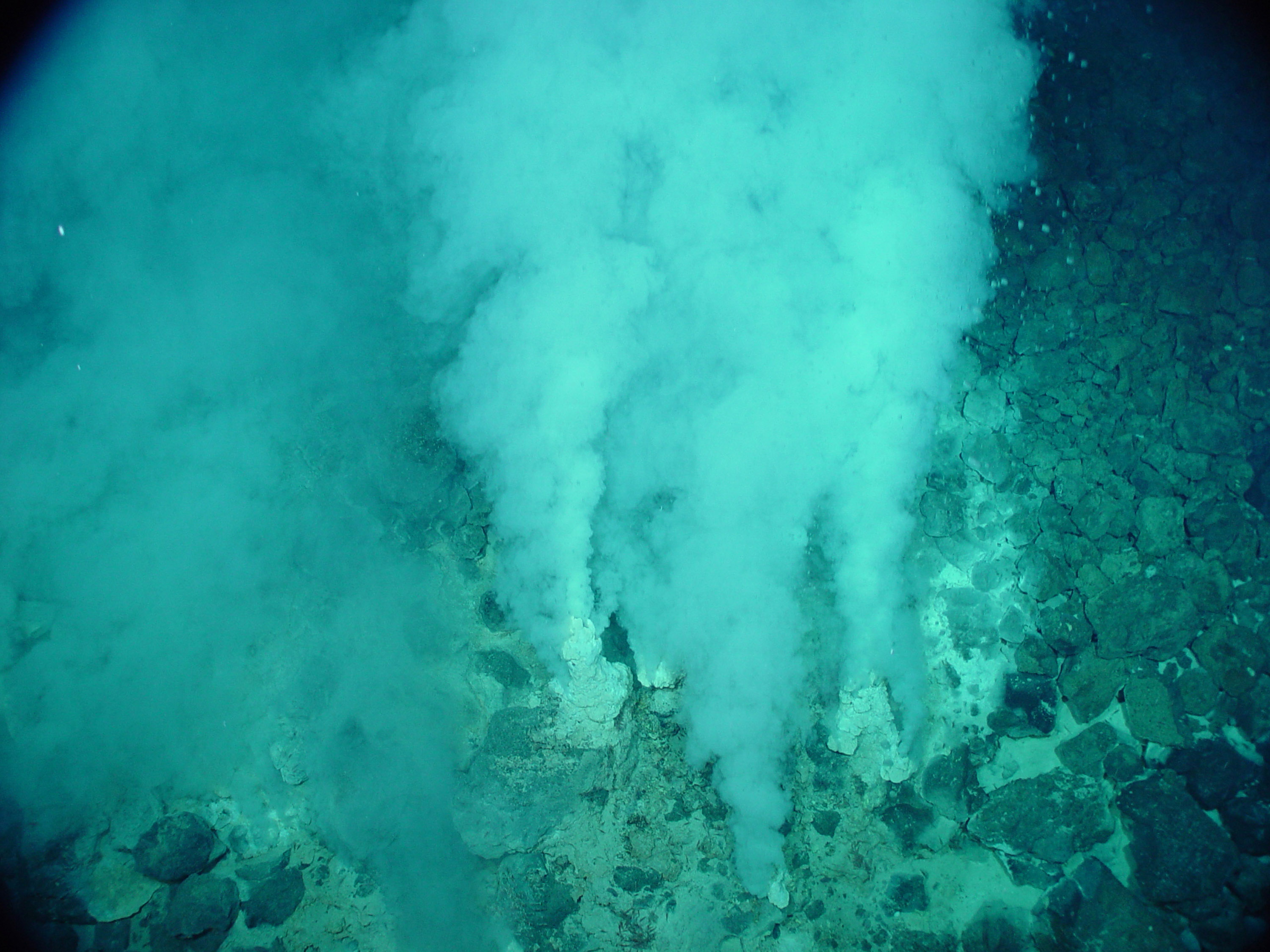
3月1日：世界最古の生命の痕跡と推定される構造物が熱水噴出孔の沈殿物から見つかった。

- 3月9日 - 時間に応じて繰り返しパターンを持つ時間結晶と呼ばれる全く新しい物質相が報告された。独立した2つの研究チームが発見しており、その論文は『ネイチャー』誌に掲載された[21][22][23]。
- 3月31日 - スペースX社が再利用可能なロケット「ファルコン9」の打ち上げと着陸に成功した。使用されたロケットブースターは2016年4月にも使用・回収されたもの[24][25]。

### 4月
- 4月3日 - マンチェスター大学の研究で、グラフェンの酸化物を薄膜として利用できることが実証された。今後、海水淡水化の技術向上に応用される可能性がある[26]。
- 4月10日
  - オーストラリアのグレートバリアリーフでサンゴの白化現象が発生し、全面積の3分の2が影響を受けていると報告された[27][28]。
  - ワシントン州立大学の研究で、絶対零度付近まで冷却してボーズ・アインシュタイン凝縮状態においたルビジウム原子において、負の質量の挙動を観測したと発表した[29][30][31]。
- 4月12日 - ウクライナの数学者マリナ・ヴィヤゾフスカらによって、8次元[32]と24次元[33]における球充填問題を解決する論文が発表された[34][35]。
- 4月19日 - 赤色矮星LHS 1140（英語版）のハビタブルゾーン内を公転する、太陽系外惑星でスーパーアースのLHS 1140bが発見された[36][37]。

### 5月
- 5月4日 - オックスフォード大学で、世界初となる人工網膜の作成に成功したと発表された[38]。
- 5月10日 - 西オーストラリア州ピルバラクラトンにおいて、34億8000万年前と推定される陸上生物の痕跡の証拠が発表された[39][40]。

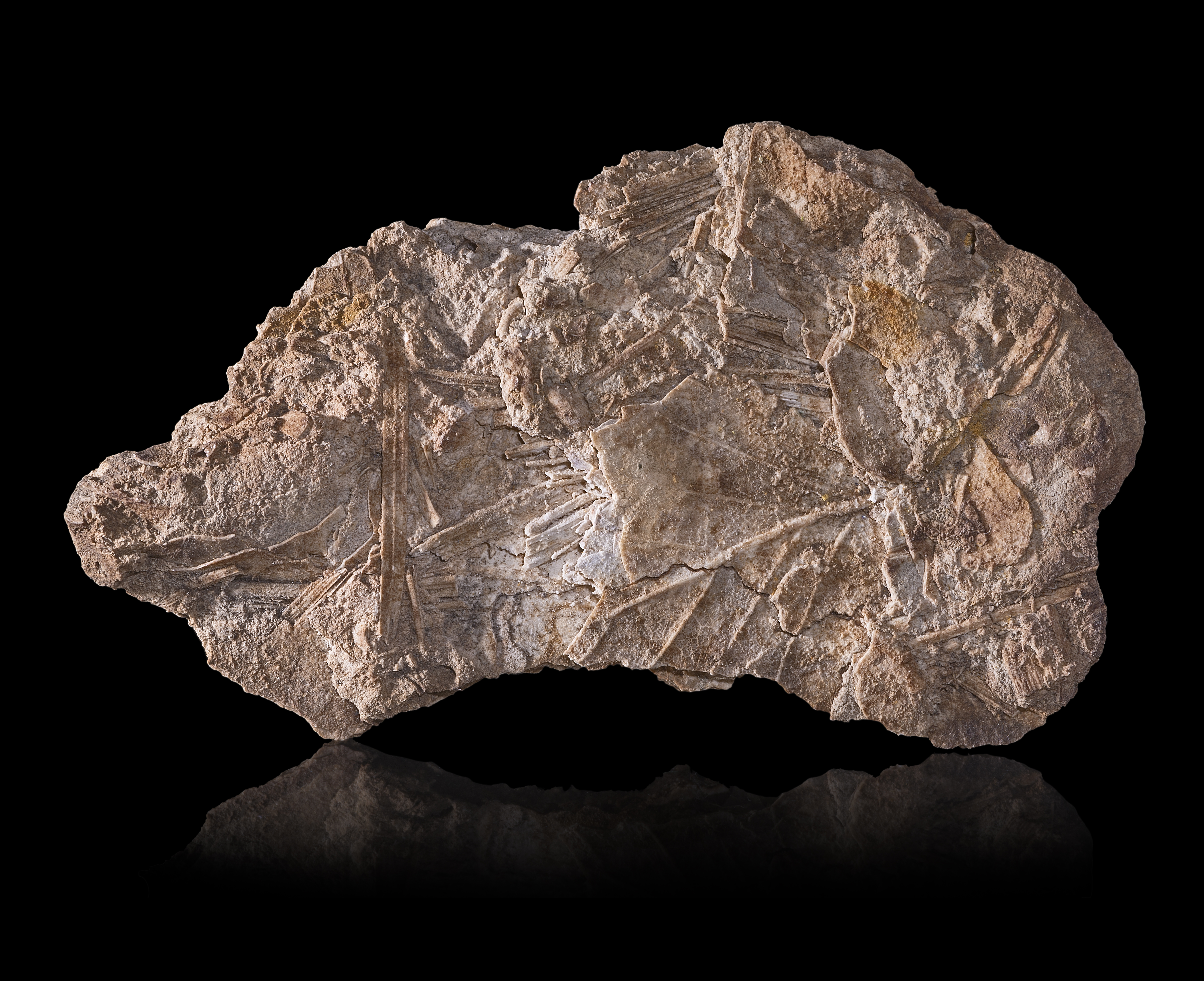
5月10日：34億8000万年前とされる陸上生物の痕跡が発見された。

- 5月18日 - 南極大陸のコケの成長速度から、地球温暖化による氷の融解で地表の水が豊富となり、この地域において過去50年間で急速に緑化が進んでいることが示された[41][42]。
- 5月20日 - KIC 8462852で異常な減光を観測したと報告された。この現象はその後の数か月間に渡って不規則に減光した[43]。「異星人によってダイソン球が構築されている」などの説が唱えられたが、2018年の研究でこの減光は人工物によるものではないことが明らかになっている[44]。
- 5月23日～27日 - 中国で囲碁の未来サミット（英語版）が開催され、DeepMind社が開発した囲碁AI「AlphaGo」が、囲碁トップ棋士の柯潔と対戦し、3戦3勝した[45]。
- 5月31日 - アメリカ合衆国のフェルミ国立加速器研究所で、ミューオンg-2実験と呼ばれるミュー粒子のg因子を測定する実験が開始した[46]。

### 6月
- 6月1日 - LIGOによって2017年1月4日に検出された、重力波GW170104が確認されたことが公表された[47]。重力波として確定した事例はこれで3例目となる[48]。
- 6月5日 - 恒星KELT-9を公転する太陽系外惑星KELT-9bの表面温度が太陽の温度に匹敵し、観測史上最も高温の惑星であることが報告された[49][50]。
- 6月7日 - 北アフリカのモロッコで見つかったホモ・サピエンスの化石から、ホモ・サピエンスの起源は既存の説よりおよそ10万年早い30万年前であることが分かった[51]。
- 6月12日
  - アムステルダム自由大学の研究で、不眠症のリスクとなる7つの遺伝子が特定された[52]。
  - S/2016 J 1とS/2017 J 1という2つの新たな木星の衛星が発見されたと報告された。これで木星の衛星の数は69個となった[53]。
- 6月15日 - 中国科学技術大学を中心とする研究チームが、量子もつれを利用して地球周回軌道上の量子科学技術衛星（英語版）と地上との間で光子を転送させることに成功したと発表された[54]。
- 6月20日 - NASAのケプラー宇宙望遠鏡による観測で、新たに219の太陽系外惑星候補が報告された[55]。
- 6月26日 - コーネル大学が、2100年までに20億人が海面上昇によって移住を余儀なくされるという予測を発表した[56]。

### 7月
- 7月6日 - 欧州原子核研究機構が、2つのチャームクォークと1つのアップクォークから構成される新たなハドロン「ダブルチャームグザイ」の検出に成功したと発表した[57]。
- 7月10日 - NASAの木星探査機「ジュノー」が木星の大赤斑を撮影した[58]。

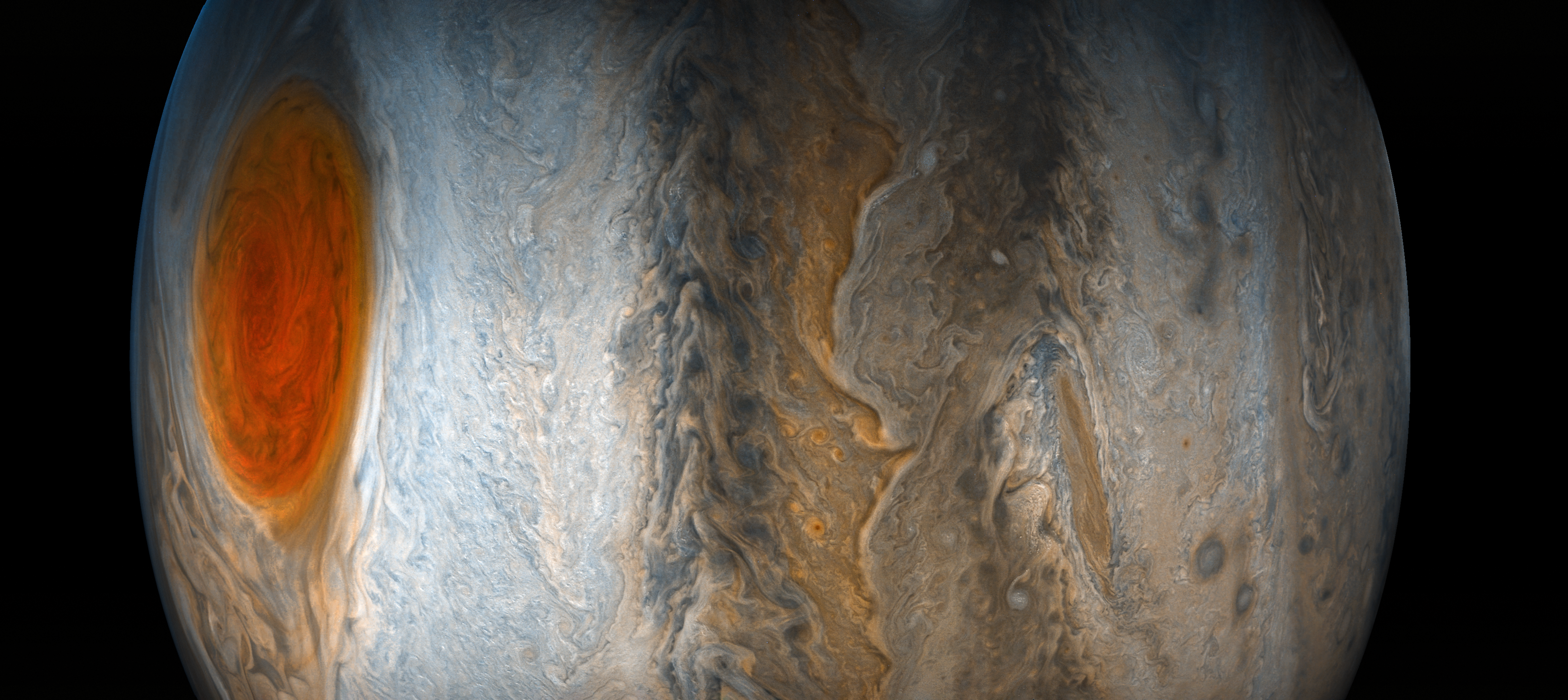
7月10日：木星探査機「ジュノー」が木星の大赤斑を撮影した。

- 7月12日 - 核融合を持続させることができる、観測された中では最小の恒星EBLM J0555-57 Abが発見された[59][60]。
- 7月14日 - クマムシはガンマ線バーストや小惑星の衝突といった天文現象による地球規模の大量絶滅にも耐えうることが分かった[61]。

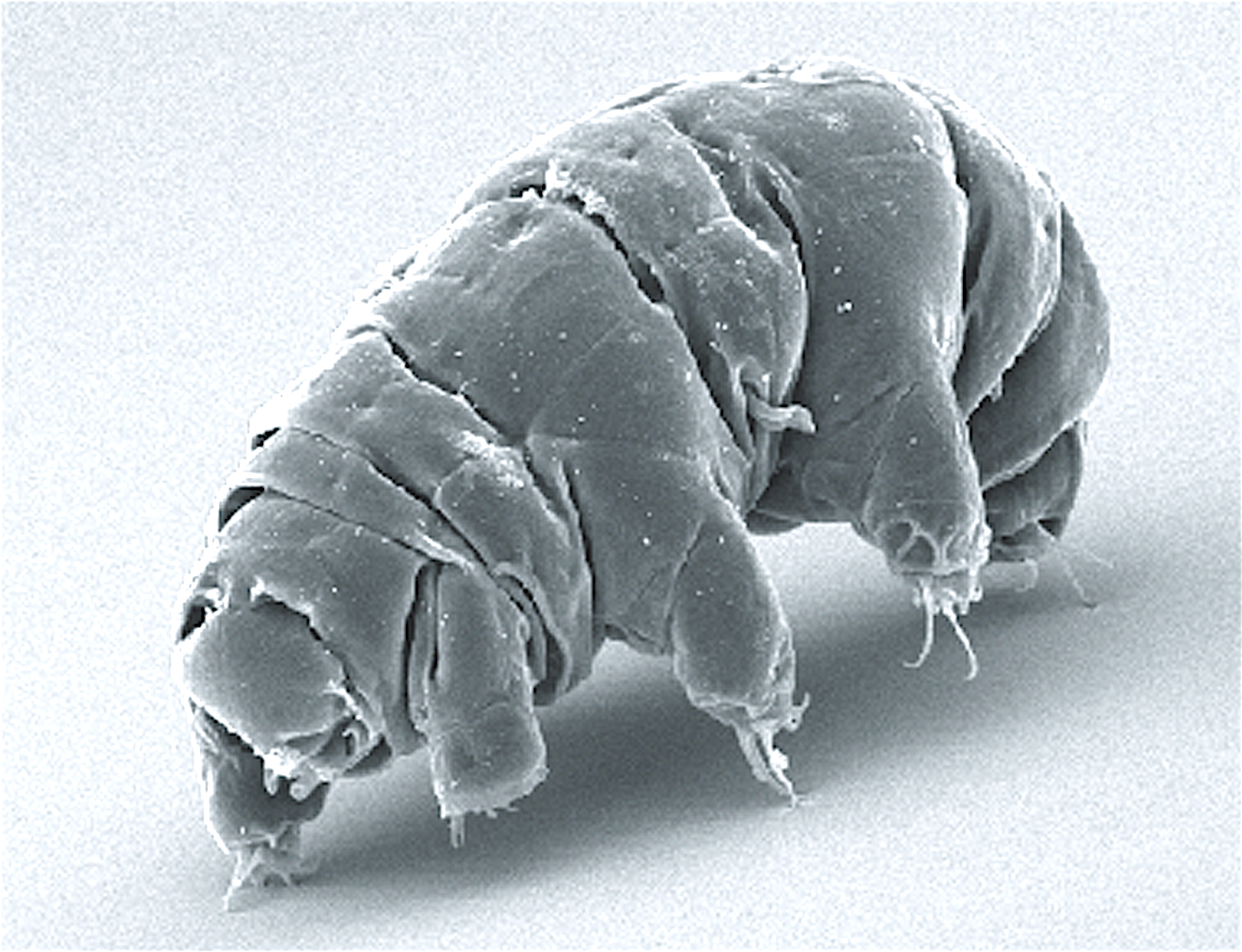
7月14日：クマムシは天文現象による大量絶滅の際にも生き延びる可能性があることが分かった。

- 7月18日 - アレシボ天文台が、地球から近い恒星ロス128からの電波信号を受信したと発表した[62]。その後、他の天文台や望遠鏡ではこの電波は検出されていなかったことから、地球を周回する人工衛星に由来するものであるとされた[63]。
- 7月27日
  - スーパーコンピューターを使ったシミュレーションにおいて、天の川銀河に含まれる物質の内、半分は他の銀河由来である可能性があることが発表された[64]。
  - ガンマ線バーストGRB 160625B（英語版）の観測が報告された[65]。
- 7月28日 - 土星の衛星タイタンで、生命の細胞の構造形成などにも関わる有機化合物アクリロニトリルが検出されたと発表された[66]。

### 8月
- 8月1日 - ヨーロッパのVirgoがアメリカのLIGOによる重力波観測に参加することが発表された[67]。
- 8月2日
  - 米国と韓国の研究チームが、CRISPR/Cas9を使って、遺伝性心臓疾患の要因となる欠陥DNAをヒトの胚から除去することに成功したと発表された[68]。
  - ハッブル宇宙望遠鏡による観測で、ホットジュピターWASP-121bの大気組成が求められ、この惑星の成層圏には水蒸気が含まれていることが明らかになったと発表された[69][70]。
- 8月8日 - 2012年にその化石が発見された史上最大の恐竜について、「パタゴティタン・マヨルム」と正式に名前が付けられた[71]。
- 8月12日 - 南極の氷床下2kmに埋もれた91の新たな火山が発見されたと報告された。この発見により、この地域は地球で最大の火山地域であることが分かった[72]。
- 8月21日 - 2017年8月21日の日食が観測された。
- 8月23日 - ヨーロッパ南天天文台の超大型望遠鏡VLTによる観測で、恒星アンタレスの表面画像を公開した。これは太陽以外では最も詳細な恒星の画像となった[73]。

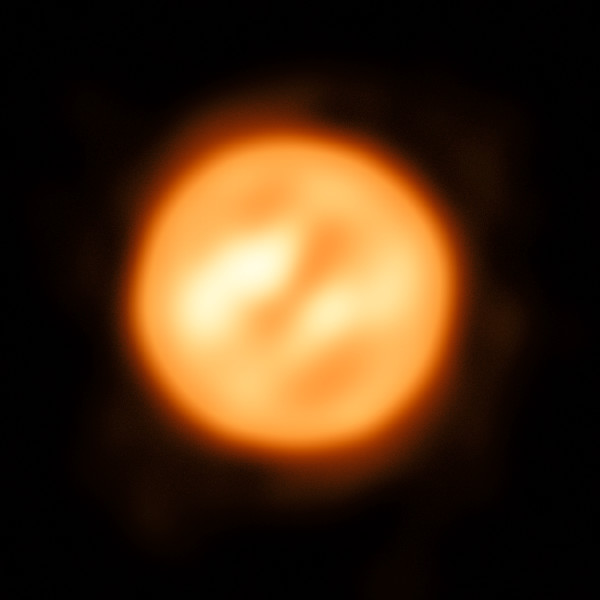
8月23日：アンタレスの画像が公開された。

- 8月24日 - 海洋研究開発機構と日本放送協会が、マリアナ海溝の水深8,178mの地点で魚類の撮影に成功し、魚類の世界最深映像記録を更新した[74]。

### 9月
- 9月1日 - ドイツのハンブルクに建設された欧州XFEL（英語版）が、この日から正式に通常運用を始めた[75]。
- 9月5日 - 火星を探査しているNASAのローバー「キュリオシティ」が、ゲール・クレーター内でホウ素を検出したと発表された[76]。
- 9月7日 - 国際天文学連合（IAU）が、冥王星の14の地形について公式の地名を発表した[77]。そのうちの１つは日本の探査機はやぶさにちなんで「ハヤブサ大陸」と名付けられた[78]。
- 9月13日 - アジアの山岳氷河のうち、少なくとも3分の1が地球温暖化によって2100年までに失われると予測した論文が『ネイチャー』誌に掲載された[79]。
- 9月15日 - NASAとESAの土星探査機カッシーニがこの日、20年にわたる探査を終えて土星の大気圏に突入し、ミッションを終了した[80]。

9月15日：土星探査機カッシーニがこの日、土星に突入し20年にわたるミッションを終えた。

- 9月27日 - LIGOとVirgoから成る共同観測チームが、観測史上4例目となる重力波GW170814を検出したと発表した[81][82]。

### 10月
- 10月12日 - この年の1月の観測により、準惑星ハウメアの周りに環構造が確認されたことが発表された[83]。

- 10月16日 - ２つの中性子星の衝突と合体によって発生した重力波GW170817の観測を、正式に確認したと発表された[84]。

- 10月18日 - DeepMind社が米国時間のこの日、コンピュータ囲碁プログラム「AlphaGo Zero」を発表した[85][86]。
- 10月19日 - CERNによる反陽子の磁気モーメントの精密な測定実験の結果、時間や空間に対する対称性を述べる仮説であるCPT対称性を裏付ける証拠を得たと発表された[87][88]。
- 10月26日
  - メルボルン大学の研究により、2050年まで化石燃料の使用をやめなかった場合、海水面が今よりも1.3m上昇する可能性があると発表された[89]。
  - NASAが、10月19日にパンスターズによって発見された天体「C/2017 U1」について、観測史上初となる太陽系外から飛来してきた恒星間天体だと発表し、仮符号を「A/2017 U1」と発表した[90]。この天体は後にオウムアムアと呼ばれる。

10月26日：観測史上初の恒星間天体オウムアムアが報告された。

- 10月31日 - 次世代トランジットサーベイの観測で、赤色矮星NGTS-1を公転する木星よりも大きな巨大ガス惑星NGTS-1bが発見された[91]。

### 11月
- 11月2日
  - エジプトのギザの大ピラミッドで、ミュオグラフィを使った内部構造の調査が行われ、内部に大きな空洞が見つかったと報告された[92]。
  - インドネシアのスマトラ島で、オランウータンの新種であるタパヌリオランウータンが発見されたと報告された。大型類人猿の新種発見は1929年のボノボ以来88年ぶりとなった[93][94]。
- 11月6日～17日 - 第23回気候変動枠組条約締約国会議（COP23）がドイツのボンで開催された[95]。
- 11月8日 - 50年以上にわたって爆発を複数回繰り返している恒星iPTF14hls（英語版）が報告された[96]。
- 11月10日 - IBMが50量子ビットの量子コンピュータを開発したと発表した[97]。
- 11月15日 -  ニューカッスル大学などによる研究で、太平洋の最深部でもプラスチック汚染が進んでいることが明らかになった[98]。

### 12月
- 12月6日 - 当時発見された中で最遠のクエーサーULAS J1342+0928が報告された[99]。

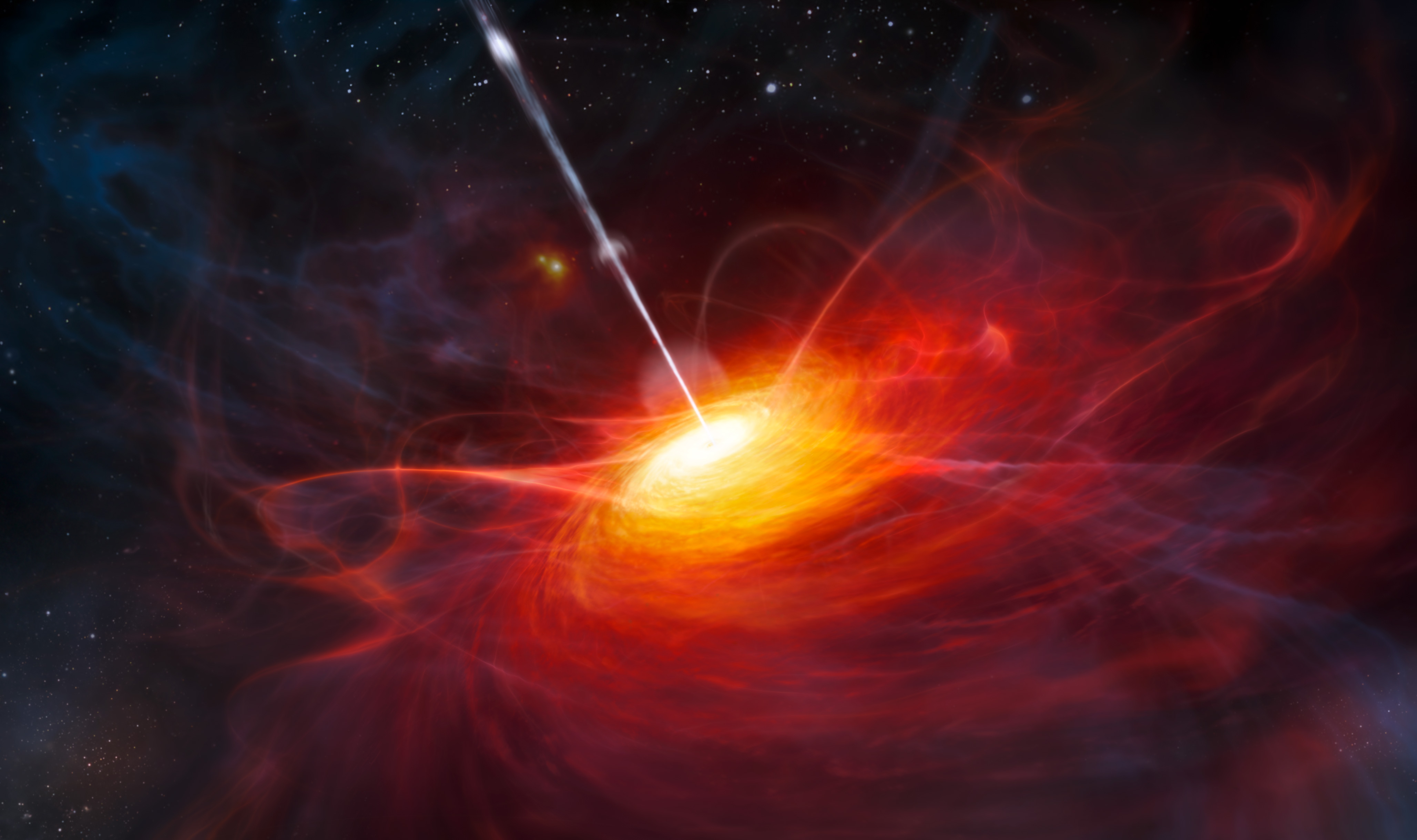
12月6日；当時既知のクエーサーの中で最遠のULAS J1342+0928が発見された。

- 12月7日 - イリノイ大学アーバナ・シャンペーン校の研究で、理論的に予測されていたエキシトニウムと呼ばれる物質の新たな形態の存在を確認したと発表された[100][101]。
- 12月13日 - コロンビア大学の研究で、半導体構造の中で人口のグラフェンを作製することに成功したと発表された[102]。
- 12月14日 - NASAはケプラー宇宙望遠鏡の観測データから、ケプラー90を公転する8番目の太陽系外惑星ケプラー90iを発見したと発表した[103]。
- 12月22日
  - 米科学誌『サイエンス』は今年のブレークスルー・オブ・ザ・イヤー（下記）を発表した[104]。
  - 地球から約8,000光年離れた場所に位置する太陽系外惑星ケプラー1625bに、太陽系外衛星「ケプラー1625b I」が存在する可能性が発表された[105]。しかし、2023年12月に発表された後続の研究では実際には存在しない可能性が高いと報告されている[106]。
- 12月26日 - GIMPSによる探索で50番目のメルセンヌ素数である{\displaystyle 2^{77232917}-1}が発見された[107]。

| No. | 今年の10大科学業績                                           |
| --- | ------------------------------------------------------------ |
| 1   | 中性子星の合体による重力波GW170817の観測                     |
| 2   | クライオ電子顕微鏡による観察技術の発達                       |
| 3   | ニュートリノによるコヒーレント散乱の検出                     |
| 4   | 現生人類ホモ・サピエンスの起源が定説より10万年遡った         |
| 5   | CRISPRを使ったDNAやRNAの点突然変異の編集技術                 |
| 6   | 生物学分野でプレプリントの公開が始まった                     |
| 7   | 抗がん剤ペムブロリズマブの承認                               |
| 8   | スマトラ島で新種タパヌリオランウータンが発見された           |
| 9   | 270万年前の大気を閉じ込めた南極の氷の回収                    |
| 10  | 遺伝子治療の臨床試験で遺伝性疾患の脊髄性筋萎縮症の阻止に成功 |

## 受賞
- アーベル賞 - イヴ・メイエ
- チューリング賞 - ジョン・ヘネシー、デイビッド・パターソン
- ラスカー賞
  - 基礎医学研究賞 - マイケル・ホール
  - 臨床医学研究賞 - ダグラス・ローウィ（英語版）、ジョン・シラー（ドイツ語版）
- ガードナー国際賞 – 遠藤章、デヴィッド・ジュリアス、フーダ・ゾービ、Lewis E. Kay、Rino Rappuoli
- ウルフ賞
  - ウルフ賞物理学部門 - ミシェル・マイヨール、ディディエ・ケロー
  - ウルフ賞数学部門 -  リチャード・シェーン、チャールズ・フェファーマン
  - ウルフ賞化学部門 - ロバート・バーグマン
  - ウルフ賞医学部門 - ジェームズ・P・アリソン
- 京都賞
  - 京都賞基礎科学部門 - グレアム・ファーカー（英語版）
  - 京都賞先端技術部門 - 三村高志
- クラリベイト・アナリティクス引用栄誉賞
  - 物理学 - Phaedon Avouris、Cornelis Dekker、Paul McEuen、ミッチェル・ファイゲンバウム、ラシード・スニャーエフ
  - 化学 - ロバート・バーグマン、John E. Bercaw、Georgiy B. Shul’pin、Jens Nørskov、宮坂力、朴南圭、Henry J. Snait
  - 生理学・医学 – ルイス・カントレー、カール・J・フリストン（英語版）、ヤン・チャン、パトリック・S・ムーア（英語版）
- ショウ賞
  - 天文学 - サイモン・ホワイト
  - 生命科学および医学 - イアン・R・ギボンズ（英語版）、ロナルド・ベール
  - 数学 - ヤノス・ケラー（英語版）、クレール・ヴォワザン
- ブレイクスルー賞
  - 基礎物理学ブレイクスルー賞 - ジョセフ・ポルチンスキー、アンドリュー・ストロミンジャー、カムラン・ヴァッファ
  - 生命科学ブレイクスルー賞 -  スティーブン・エレッジ、ハリー・F・ノラー（英語版）、Roel Nusse、大隅良典、フーダ・ゾービ
  - 数学ブレイクスルー賞 - ジャン・ブルガン
- ノーベル賞
  - 物理学賞 - レイナー・ワイス、バリー・バリッシュ、キップ・ソーン
  - 化学賞 - ジャック・ドゥボシェ、ヨアヒム・フランク、リチャード・ヘンダーソン
  - 生理学・医学賞 - ジェフリー・ホール、マイケル・ロスバッシュ、マイケル・ヤング

## 死去
カッコ内は生誕年である。
- 1月1日
  - 藤多哲朗、日本の薬学者（* 1931年）
  - ジェレミー・ストーン（英語版）、アメリカ合衆国の数学者（* 1935年）
- 1月4日 - ハインツ・ビリング（英語版）、ドイツの物理学者、コンピュータ科学者(* 1914年)
- 1月10日
  - オリヴァー・スミティーズ、イギリスの遺伝学者、ノーベル生理学・医学賞受賞者（* 1925年）
  - ヴォー・クイー、ベトナムの動物学者（* 1929年）
  - アレクセイ・ヤブロコフ、ロシアの科学者（* 1933年）
- 1月17日 - 岡田節人、日本の発生生物学者（* 1927年）
- 1月26日 - 富澤純一、日本の分子生物学者（* 1924年）
- 1月27日
  - 垣花秀武、日本の核物理学者、核化学者（* 1920年）
  - アーサー・ローゼンフェルド（英語版）、アメリカ合衆国の物理学者（* 1926年）
- 1月28日 - 正木進三、日本の昆虫学者（* 1927年）
- 1月30日
  - 丹生潔、日本の物理学者（* 1925年）
  - 三輪匡男、日本の薬学者、生化学者（* 1942年）
- 1月30日 - 古川康一、日本の情報学者（* 1942年）
- 2月6日 - レイモンド・スマリヤン、アメリカ合衆国の数学者、論理学者、奇術師（* 1919年）
- 2月8日 - ピーター・マンスフィールド、イギリスの物理学者、ノーベル生理学・医学賞受賞者（* 1933年）
- 2月20日 - ミルドレッド・ドレッセルハウス、アメリカの物理学者(* 1930年)
- 2月23日 - 樋口隆昌、日本の化学者（* 1927年）
- 2月24日 - 森正武、日本の数学者、工学博士（* 1937年）
- 3月7日
  - ハンス・デーメルト、ドイツ出身のアメリカ合衆国の物理学者、ノーベル物理学賞受賞者（* 1922年）
  - ロナルド・ドリーバー、イギリスの物理学者（* 1931年）
- 3月8日 - ジョージ・オラー、アメリカ合衆国の有機化学者、ノーベル化学賞受賞者（* 1927年）
- 3月29日 - アレクセイ・アブリコソフ、ロシアの物理学者、ノーベル物理学賞受賞者（* 1928年）
- 4月4日 - ジョージ・モストウ、アメリカ合衆国の数学者、ウルフ賞数学部門受賞者（* 1923年）
- 4月13日 - ロバート・テイラー、アメリカ合衆国の情報工学者（* 1932年）
- 4月15日 - 小山昭雄、日本の数学者（* 1927年）
- 5月10日 - 竹内外史、日本の数学者、論理学者（* 1926年）
- 5月12日 - アモツ・ザハヴィ、イスラエルの進化生物学者（* 1928年）
- 7月4日 - 吉野正敏、日本の気象学者、気候学者、地理学者（* 1928年）
- 7月13日
  - チャールズ・バックマン、アメリカ合衆国の計算機科学者（* 1924年）
  - ノーマン・ジョンソン、アメリカ合衆国の数学者（* 1930年）
- 7月15日 - マリアム・ミルザハニ、イランの数学者、女性初のフィールズ賞受賞者（* 1977年）
- 7月23日 - 志村正道、日本の情報学者（* 1936年）
- 8月16日 - 坂井利之、日本の情報処理工学者（* 1924年）
- 9月5日 - ニコラス・ブルームバーゲン、アメリカ合衆国の物理学者、ノーベル物理学賞受賞者（* 1920年）
- 9月30日 - ウラジーミル・ヴォエヴォドスキー、ロシアの数学者、フィールズ賞受賞者（* 1966年）
- 10月30日 - 茅幸二、日本の化学者（* 1936年）
- 11月15日 - 堀淳一、日本の物理学者（* 1926年）
- 11月27日 - 諸熊奎治、日本の理論化学者（* 1934年）
- 12月17日 - 不破敬一郎、日本の化学者（* 1925年）
- 12月29日 - 飛田武幸、日本の数学者（* 1927年）